# Humberto Gulino

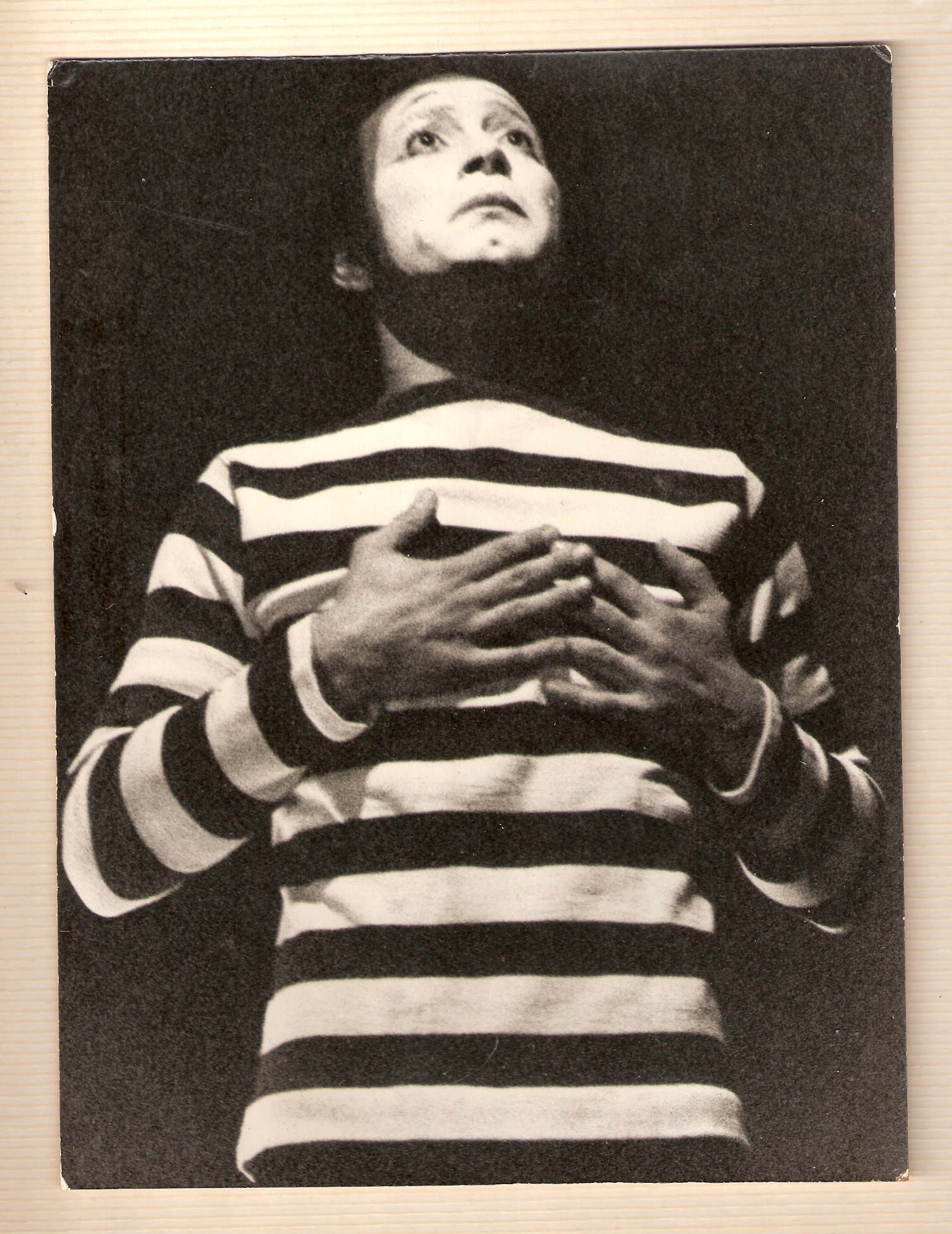
Humberto Gulino haciendo pantomima (circa 1970, Argentina)

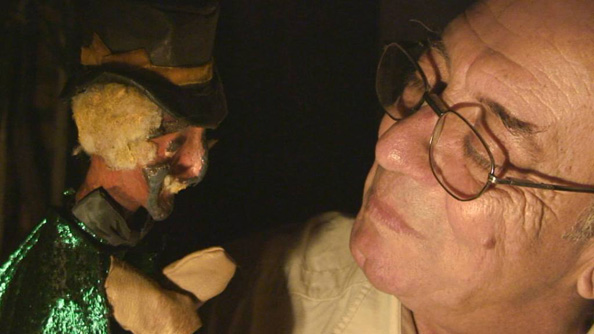
Humberto Gulino con su títere Don Policarpo

Humberto Gulino (Asunción, Paraguay, 28 de abril de 1944-16 de abril de 2015), nacido como Eduardo Humberto Salvador Gulino Garabano; fue actor, director, productor, titiritero y docente paraguayo. 

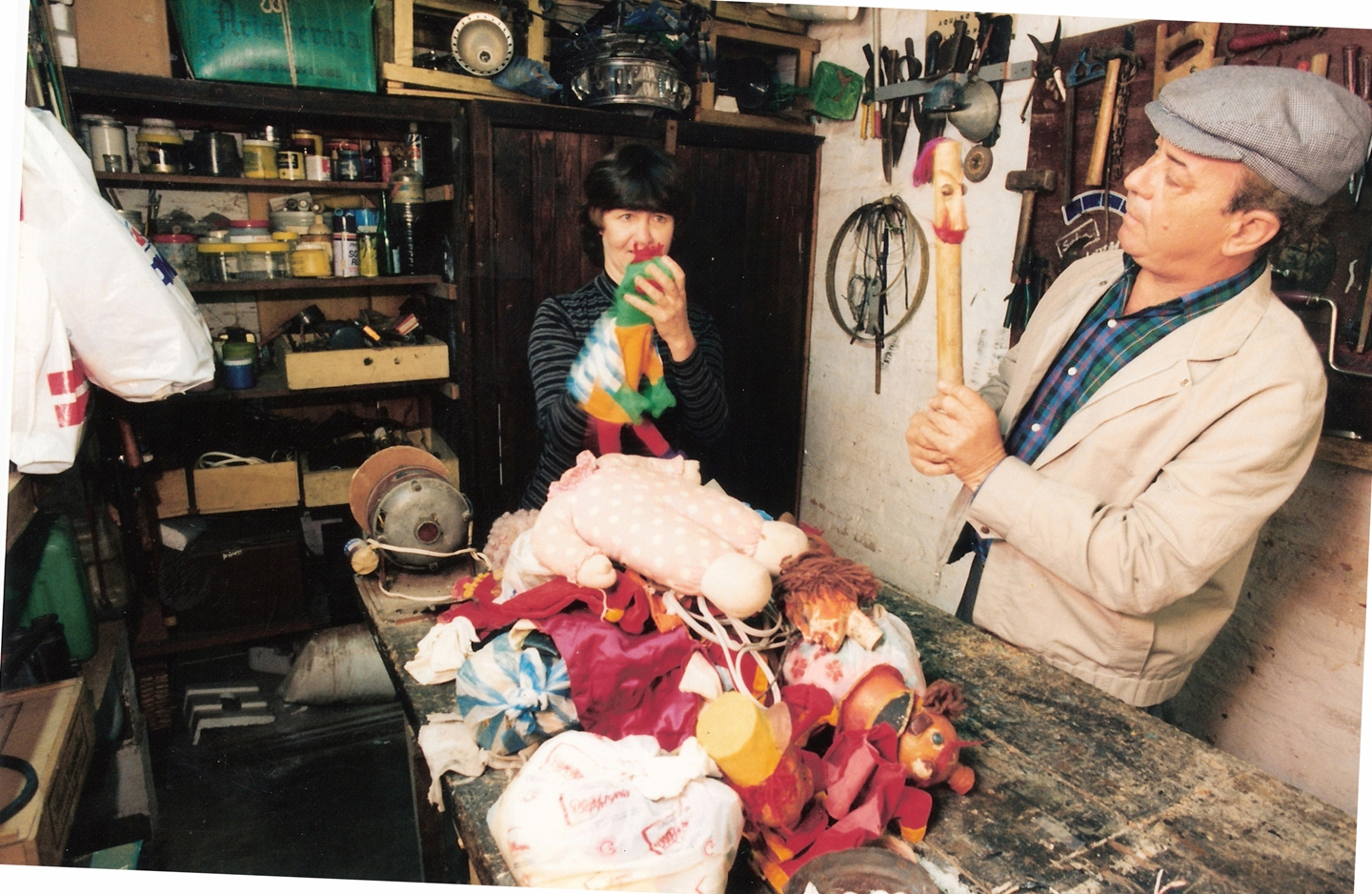
Elisa Godoy y Humberto Gulino en su taller de títeres

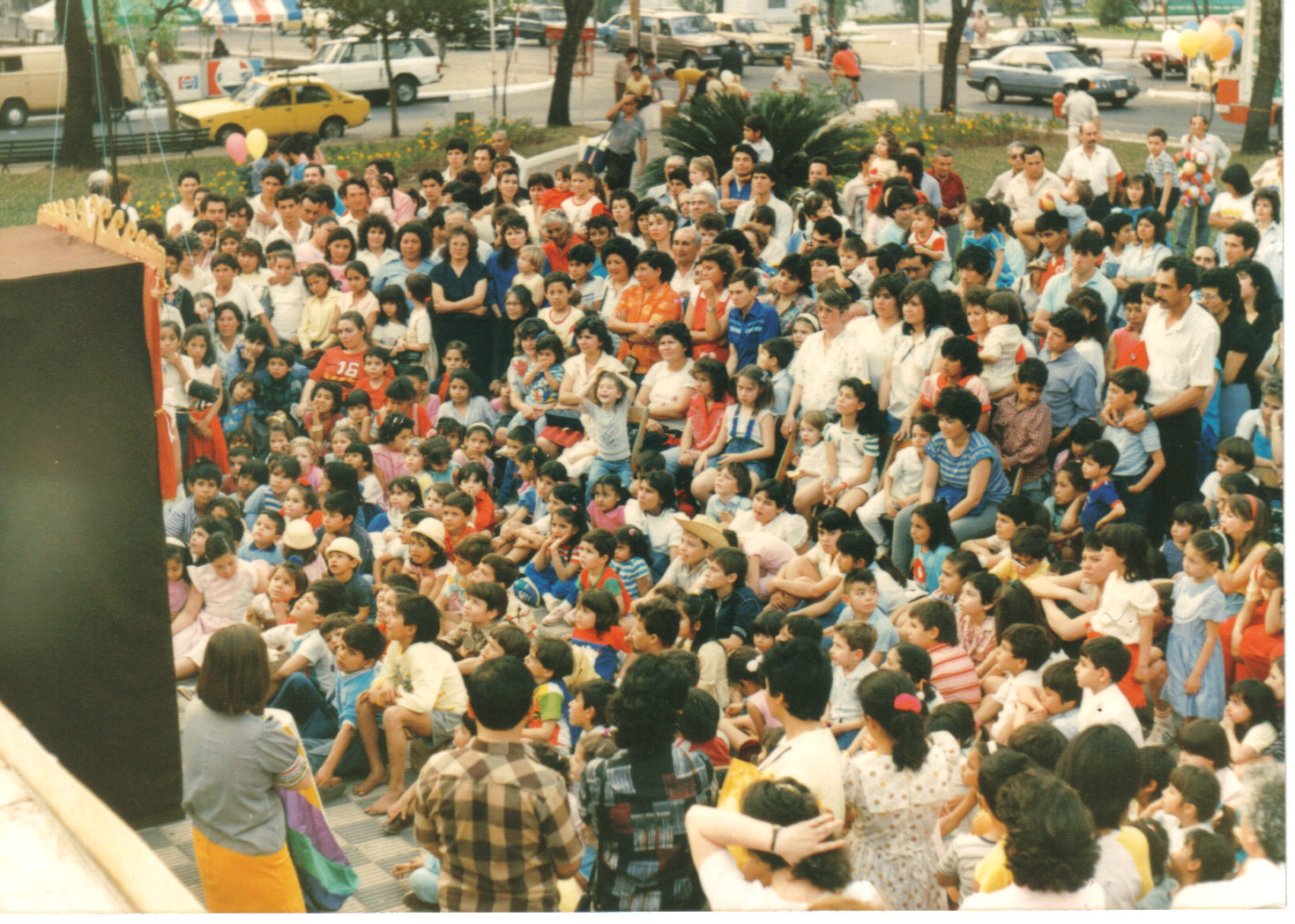
Una función de los títeres de Don Policarpo en una plaza asuncena.

## Títeres
En 1977, junto a Elisa Godoy, fundó el Teatro de Muñecos Los Títeres de Don Policarpo, teatro itinerante de títeres de guignol o títere de cachiporra. Los títeres de Don Policarpo se destacaron por ser el primer teatro en llevar el arte titiritesca al interior del país, en especial las obras de Javier Villafañe. Algunas de estas obras de títeres eran acompañadas por grabaciones de música clásica de guitarra interpretadas por Cayo Sila Godoy. 
En 2003 escribe y dirige la obra «Derechos medio torcidos», trabajo didáctico para impartir la importancia de los derechos internacionales del niño. Esta obra se estrena en Villarica e incorpora actores y muñecos y un guion en español y guaraní.

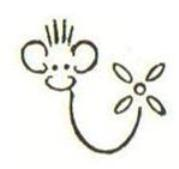
El dibujo del monito que caracterizó al teatro de muñecos, los títeres de Don Policarpo

## Teatro
Fue uno de los fundadores del Teatro Popular de Vanguardia, en 1963, considerado crucial en el desarrollo del teatro independiente en el Paraguay. «Con la formación del TPV, se inició un nuevo grupo y una nueva manera de hacer teatro a través de Talleres Teatrales». En 1975 se une al grupo de teatro Aty-ñe'e, cuyo «objetivo principal es [...] elaborar un teatro que tenga alcance popular, lo que implica la búsqueda de un lenguaje que esté enraízado fundamentalmente en la cultura popular paraguaya».
En 2005, fue homenajeado por su labor en teatro en el Festival del Lago de Ypacaraí.
Es citado por el crítico e investigador cubano, Dr. Carlos Espinosa Domínguez en su libro, Vy’a pope ña aprendé, que hace un repaso de los recuerdos de José Luis Ardissone, Roger Bernalve, Jorge Brítez, Marisa Cubero, Alcibiades González Delvalle y Humberto Gulino. Así también incluye entrevistas con Lucía Godoy, Erenia López, Wal Mayans, Agustín Núñez, Antonio V. Pecci, Raquel Rojas, María Elena Sachero y Alberto Sánchez Pastor. El libro fue presentado el 9 de diciembre de 2014, en el Cabildo, Centro Cultural de la República.

«En la vida cotidiana cada uno tiene una máscara y la utiliza según el momento y la situación. Sobre un escenario, por ejemplo, puedo ser muy mentiroso porque estoy narrando y creando una fantasía para contar una verdad, una realidad. Fuera de escenario, sin embargo también miento tal vez, pero no estoy presentando ninguna verdad partiendo de una fantasía. Solo miento. No solo yo. Todos. Por algo la necesidad del ser humano del rito, del títere, de la máscara, por algo la necesidad del teatro, porque requerimos expresarnos de otra manera. Esencialmente somos ritualistas. Queremos ver magia, queremos ver fantasía para cubrir un poco esa realidad que nos avasalla y nos acongoja».
—–Humberto Gulino citado en Vy’a pope ña aprendé de Carlos Espinosa Domínguez.

Dirigió varias obras, entre ellas:
- La Tropa
- El Gran Teatro del Mundo (de Pedro Calderón de la Barca)
- El avaro (de Molière) (codirigida con Jean Darcante)

## Cine y televisión
Interpretó varios roles en el cine de Paraguay.
- Hospital de pobres (2015)
- Libertad (2012)[13]
- Caña jaguareté (cortometraje) (2012)[14]
- Felipe Canasto (2010)[15]
- Don Policarpo & yo: viajes con un titiritero (2009)[16]
- El invierno de Gunter (2007)
- Miramenometokei (2003)
- The Call of the Oboe (O Toque do Oboe) (1998)
- Miss Ameriguá (1994)
- Desencuentros (1992)
- Río de fuego (TV Mini-Series) (1991)
- Los corruptores (1987)

## Docencia
Ejerció la docencia en el departamento de teatro del Instituto Superior de Bellas Artes; la Escuela Municipal de Locución; el Instituto Municipal de Arte (IMA); el Instituto de Psicoterapias Activas (Psicodrama) y la Facultad de Filosofía de la Universidad Católica.